# Arapatiella psilophylla
Arapatiella psilophylla är en ärtväxtart som först beskrevs av Hermann August Theodor Harms, och fick sitt nu gällande namn av John Macqueen Cowan. Arapatiella psilophylla ingår i släktet Arapatiella och familjen ärtväxter. IUCN kategoriserar arten globalt som sårbar. Inga underarter finns listade i Catalogue of Life.

## Bildgalleri

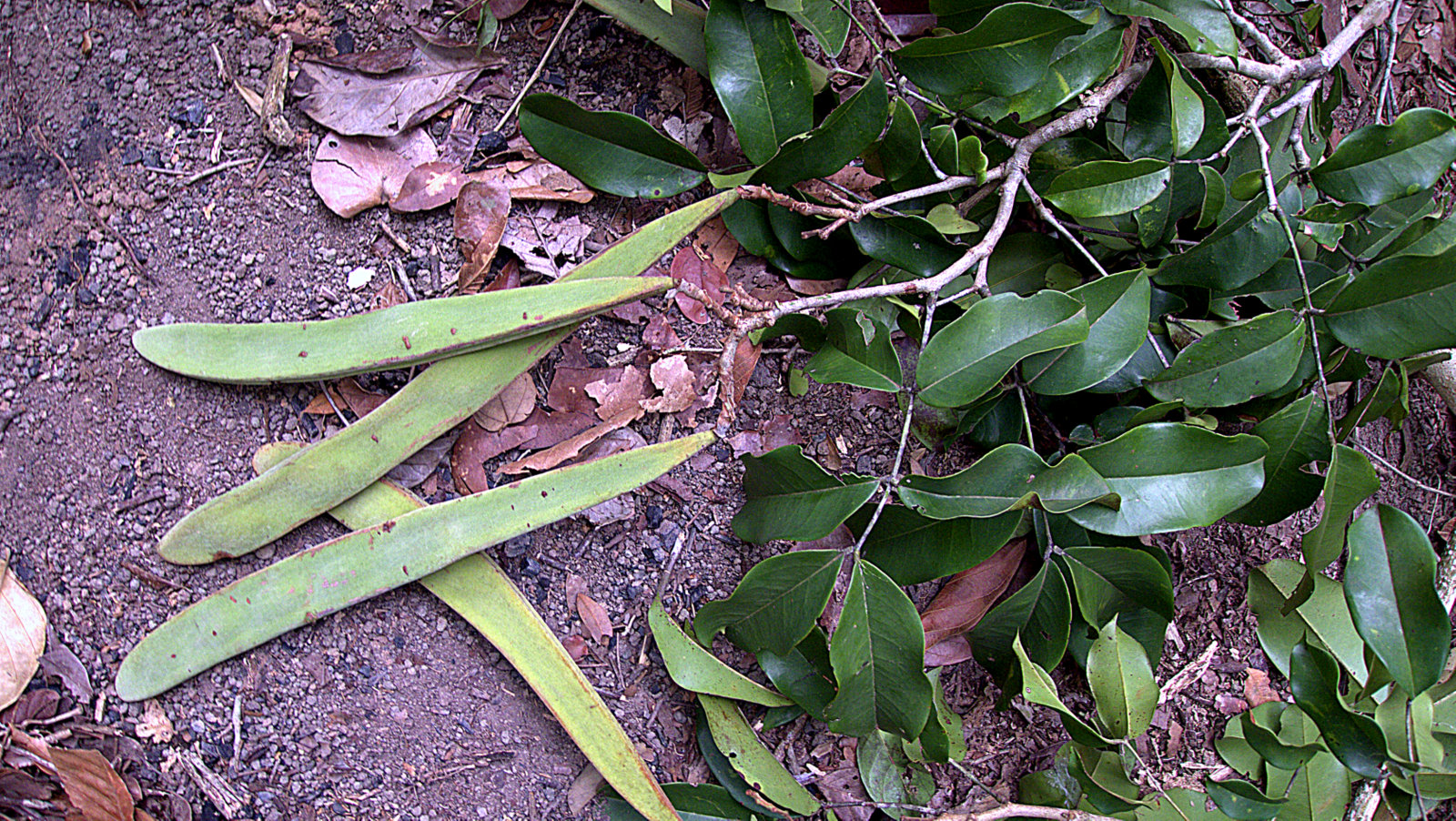
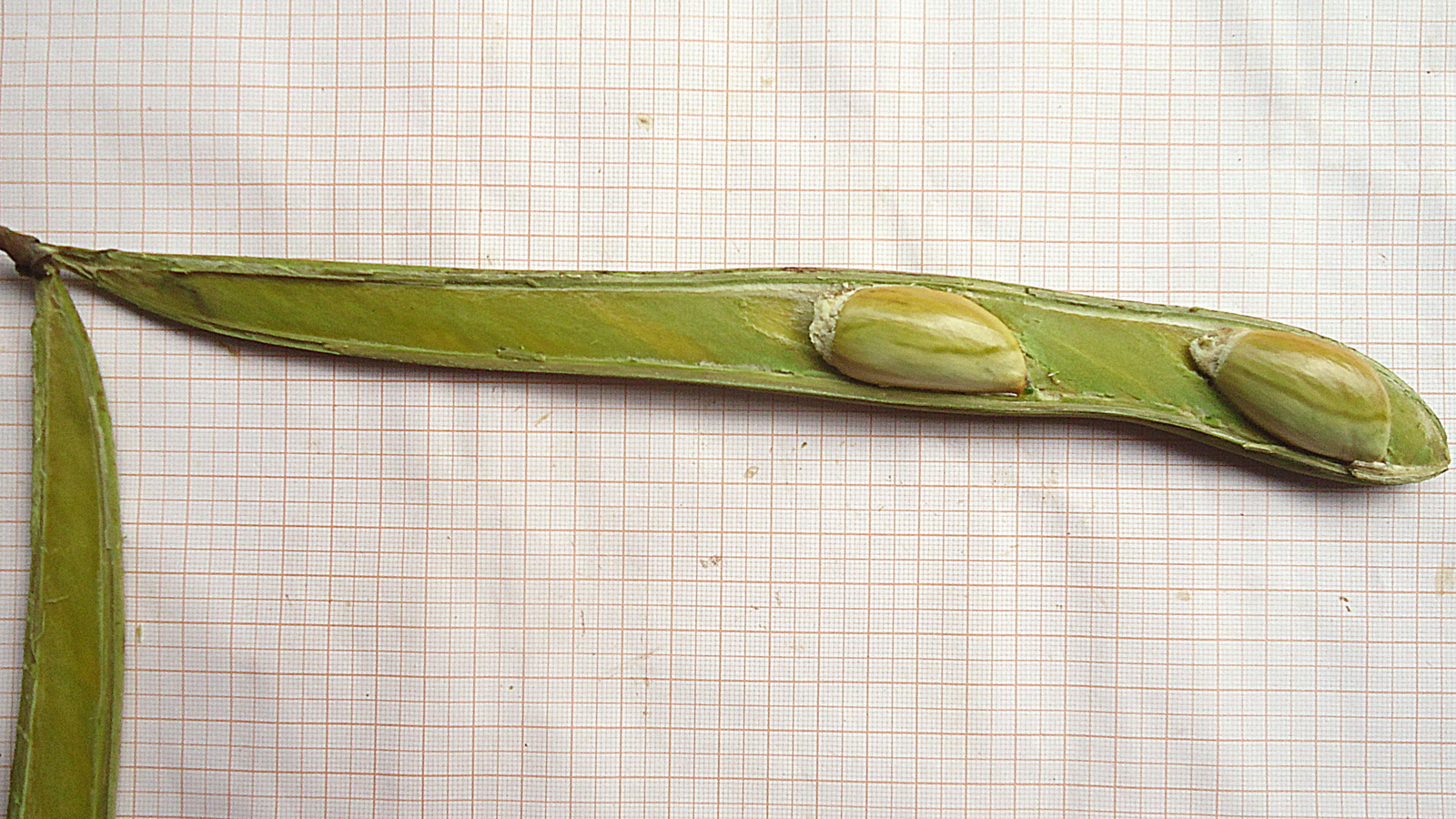
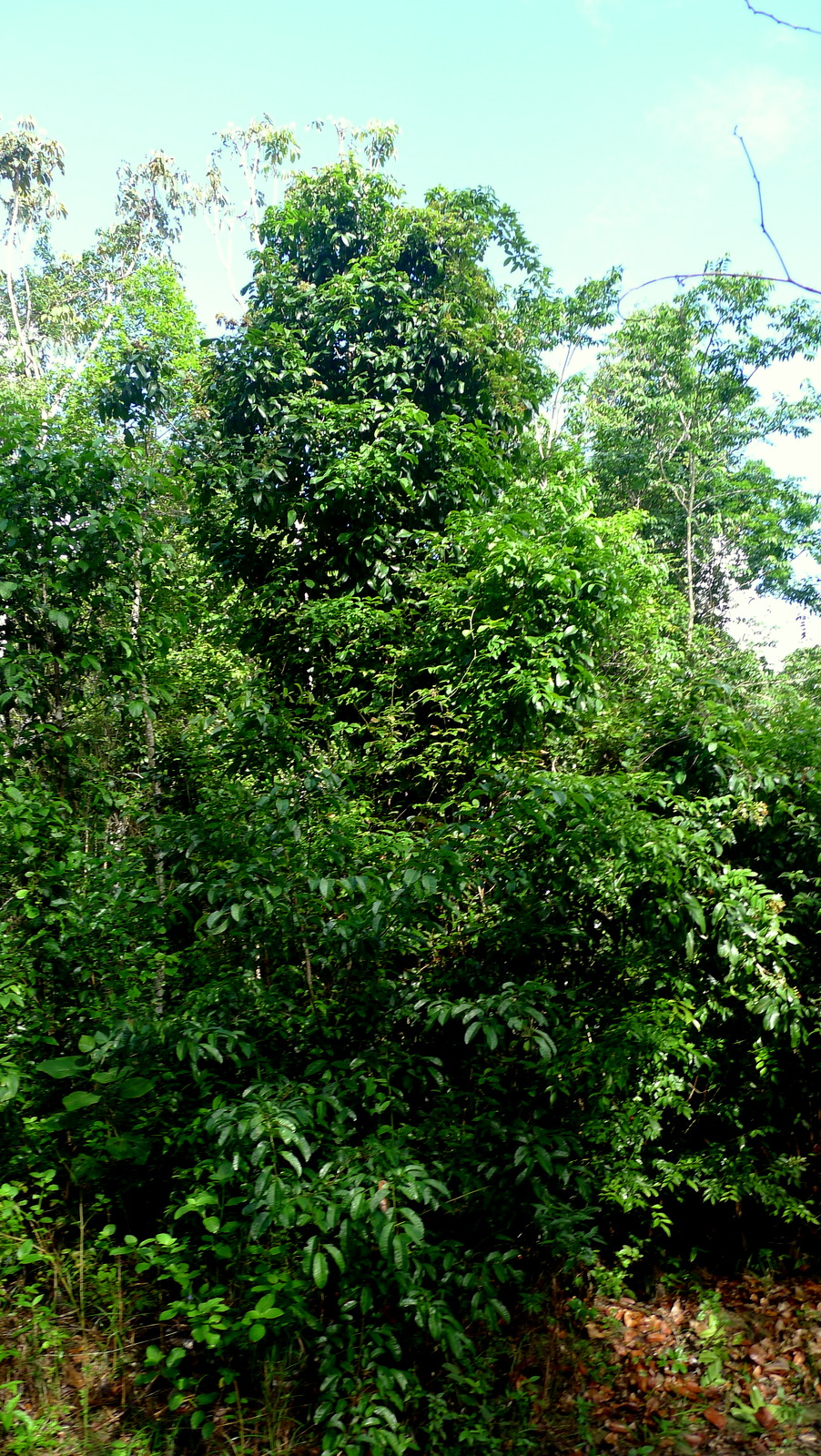